# Чхонан-Асан
«Чхонан-Асан (Онянончхон») (кор. 천안아산(온양온천)) — железнодорожная станция Корейских железных дорог на высокоскоростной железнодорожной линии Кёнбу, высокоскоростной железнодорожной линии Хонам и железнодорожной линии Кёнбу. Расположена в городе Асан провинции Чхунчхон-намдо, Республика Корея. Станция была открыта 1 ноября 2010 года. Переход на железнодорожную линую Чанхан.
| Предыдущая станция                                                | Корейские высокоскоростные железные дороги | Следующая станция             |
| ----------------------------------------------------------------- | ------------------------------------------ | ----------------------------- |
| Кванмён в сторону Международного аэропорта Инчхон, Хэнсина, Сеула | Высокоскоростная железная дорога Кёнбу     | Осон в сторону Пусана         |
| Кванмён в сторону Международного аэропорта Инчхон, Хэнсина, Сеула | Высокоскоростная железная дорога Хонам     | Конджу в сторону Иксана       |
| Кванмён в сторону Международного аэропорта Инчхон, Хэнсина, Сеула | Линия Кёнджон                              | Осон в сторону Чинджу, Масана |
| Кванмён в сторону Международного аэропорта Инчхон, Хэнсина, Сеула | Линия Чолла                                | Осон в сторону Йосу-Экспо     |
| Кванмён в сторону Международного аэропорта Инчхон, Хэнсина, Сеула | Линия Тонхэ                                | Осон в сторону Пхохана        |